# Lasaosa
Lasaosa es una localidad española perteneciente al municipio de Sabiñánigo, en el Alto Gállego, provincia de Huesca, Aragón. Se sitúa en el valle de la Guarguera.
Fue abandonado en torno a las décadas de los 60 y de los 70, dejándose de cultivar por los pobladores en 1976. Siempre ha mantenido, sin embargo, presencia humana por parte de sus antiguos habitantes.
Actualmente se encuentra en proceso de reconstrucción, en octubre del 2007 se celebró por primera vez, en los últimos treinta y cinco años, la fiesta de la Virgen del Rosario. En proceso de repoblación, se están reconstruyendo casas e intentando regenerar las infraestructuras. Cuenta con una iglesia en ruinas y una vieja abadía, también derruida que data del siglo XVI. Algunos edificios singulares se mantienen, como es la antigua herrería o el horno de pan.
En las cercanías se encuentra el Dolmen de Lasaosa, también conocido como caseta d'as bruxas (casa de las brujas) o de Ibirque. Sepulcro de considerables dimensiones (2*1,5m y 1,7m de alto) en el que se encontraron varios cuerpos y algunos utensilios. Descubierto en 1949 y excavado en 1953, tiene una antigüedad superior al 4000 a. C., siendo un claro monumento neolítico altoaragonés.

## Acceso
Viniendo por la carretera A-1604 a unos 10 kilómetros de la E-7 existe una pista forestal asfaltada que lleva hacia Bara y Nocito. Siguiéndola durante dos kilómetros nos encontraremos este enclave urbano. También se puede llegar por el Sur (desde el embalse de Arguis) por la misma pista.

## Geografía

### Clima y vegetación
El clima tiende a ser suave, pero con veranos calurosos e inviernos fríos (con temperaturas que bajan de los -10 °C), con continuas heladas y algunas nevadas. Los días soleados son también frecuentes en invierno, en alternancia con olas de frío y lluvia, frecuentes en otoño y en primavera. El verano es seco y con escasez de agua, secando el barranco y muchas de las antiguas fuentes, y aunque caluroso suele ser fresco por la noche.
El terreno cercano está cubierto por pinos y numerosos robles, también hay hayas y enebros. De forma significativa aparece el boj. El otoño dibuja un agradable paisaje de colores sobre las colinas del valle de la Guarguera.

## Historia
Según Agustín Ubieto Arteta, cita Lasaosa por primera vez en 1082, en la obra de José Salarrullana de Dios Documentos correspondientes al reinado de Sancho Ramírez, desde 1063 hasta 1094 (en Colección de documentos para el estudio de la Historia de Aragón, III, Zaragoza, 1907), y documenta las formas Lasaosa, Lasabosa, Lasarrosa, Lasauosa, Lasavosa y Lasossa.
El 6 de agosto del 1621 el infanzón brotense Juan Villamana de Blancas, señor de Asué, se convirtió en señor de la población al comprarla a los habitantes por doce mil sueldos, quedando los habitantes obligados a entregarle un tributo que pasados veinticinco años buscaron reducir las obligaciones debido a las dificultades para poder llegar a lo exigido por lo que el 26 de septiembre del 1648 y a través de árbitros se acordó que Diego Villamana de Blancas, hijo de Juan Villamana de Blancas y residente en Puyarruego tras su matrimonio, recibiría un menor tributo a cambio de quedarse con una casa y unos campos. En el 1672 volvió a suceder otro pleito con las obligaciones de los habitantes de Lasaosa con su señor Juan de Bardaxí quien estaba casado con Orosia Villamana de Blancas, hija de Diego Villamana de Blancas, reduciéndose de nuevo las obligaciones hasta que de nuevo hubo problemas con los pagos ya que en el 1710 los habitantes dejaron de pagarlos. 
En el momento del cese de los pagos de los tributos el señor era Francisco de Bardaxí, heredero de Juan y Orosia, quien no parece haber tomado acciones judiciales ni arbitrales y su heredero Enrique falleció siendo joven por lo que su padre ya anciano dejó la resolución del problema en manos de su otro hijo José, quien era presbítero y rector de Puyarruego, que para noviembre del 1739 ya se presentó en la población para recordar los pagos y posteriormente en diciembre del 1740 acordó el pago de diez cahíces de trigo y dos de avena bajo la decisión de dos abogados de Huesca o Zaragoza, quienes finalmente en el 1753 acordaron el pago de nueve cahices y ocho cuartales de trigo más dos cahices de avena, aunque la decisión final llegó cuando José llevaba muerto dos años, heredando todo su sobrino José de Bardají, padre de Dionisio Bardají y Azara, Eusebio Bardají Azara y Anselmo Bardají Azara.
A fecha 22 de enero de 1788 había constancia de que en Lasaosa residían tres familias de infanzones: Aquilué, Lardiés y Villacampa, que han dado el nombre actual a algunas de las casas.

### Citas históricas
SARRABLO , valle R. de España , provincia de Aragón , situado en el centro de sus montañas , entre las cordilleras que dan caudal á las aguas de los ríos Basa y Guarga, el último de los cuales lo atraviesa corriendo de E. á O.; compónese de los pueblos de Ybirque, Matinero, Lacuarta], Cañardo, Fablo, Gillué, Villacampa, Fenullosa, Béseos, Arruaba], Cerezola, Belarra, Villobas, Ordobés, Artosilla, Garasa, San Esteban, Lasaosa, Solanilla, con su capital Secorun: linda al ¡N., con el valle de Basa, de la que lo separa la cordillera de montañas; por el E., con términos del lugar de Morcat; por el S., con otra cordillera de montañas que corresponden á la llamada Sierra de Guara . y por el poniente, con términos del pueblo de Lasieso. El territorio es sumamente quebrado y áspero , solo produce centeno y algunas legumbres , pero abundantes pastos , por lo que su principal riqueza consiste en la cría de ganados. Sus naturales son laboriosos y así á fuerza de sudor consiguen suplir á la ingratitud de su país.

Diccionario Geográfico Universal, dedicado a la Reina Nuestra Señora. Tomo VIII (1833)

En Lasaosa eran apodados conejeros. Antes de la epidemia de mixomatosis el Prepirineo era ubérrimo en liebres y conejos y la caza era un recurso alimentario de distinción culinaria. Las casas de economía paupérrima sólo incluían carne en su dieta alimentaria si se cazaba. A lazo, a loseta, a barraca, a arciello, con hurón. Desde tiempos provectos las gentes de Lasaosa estaban muy constreñidas económicamente por el gravamen de censos y tributos. Los montañeses, además, disfrutaban cazando, pues era un modo de implicarse en los secretos del medio y de conocer sus leyes. Según un anciano del valle, los de Lasaosa "teneban muita afición a la cazata, se meteban polainas y subían hasta la punta de Picardiello y huronaban firme por allí" .
Amigos de Serrablo (septiembre 2003)

### Situación actual
Entre los años 2009 y 2011 se logró crear un sistema de alcantarillado y de agua potable que abastece a todo el pueblo. Esta obra fue financiada a partes iguales entre el ayuntamiento de Sabiñánigo y los habitantes de Lasaosa, que además aportaron su mano de obra.
A su lado discurre el barranco de "los Tres Valles", que en invierno se hiela y en verano se seca, siendo sin embargo la única forma de llevar agua al depósito del pueblo. 
Las calles estaban embarradas; quedando cubierto de fiemo y tierra el firme de la calle principal, la cual está compuesta por cantos y losas, según el estilo tradicional de la región. En el año 2012 se finalizó su reconstrucción según el estilo original y así mismo se sanearon el resto de las calles añadiendo grava apisonada.
Hoy en día se está reconstruyendo la vieja herrería, cuyo contenido se puede encontrar en el Museo Ángel Orensanz y Artes del Serrablo y participamos de un programa de crowdsourcing para poder sacar adelante el proyecto. Adicionalmente, de forma voluntaria y colaborativa entre los vecinos y amigos del pueblo, se desbrozan los caminos de forma regular y se recuperan algunos muros y elementos del pueblo en mayor peligro de ruina.
No existe alumbrado público. Existen tres alojamientos rurales en el pueblo, en la que se instaló el primer teléfono el 26 de febrero de 2015. En el año 2020 se instaló una depuradora para el tratamiento de aguas residuales. Actualmente hay varias casas en reconstrucción.
El pueblo cuenta únicamente con un acceso público para peatones, por medio de un camino de herradura tradicional. Existe un litigio por la propiedad del camino que permite acceso rodado al pueblo -actualmente se encuentra abierto y disponible.

## Demografía

### Localidad
Datos demográficos de la localidad de Lasaosa desde 1900:
| 47                    | 51 | 54 | 52 | 55 | 37 | 29 | 13 | 0 | 4 | 1 | 1 | 1 |
| (Fuente: IAEST e INE) |    |    |    |    |    |    |    |   |   |   |   |   |

- Datos referidos a la población de derecho.
- Siempre ha habido presencia humana como población de hecho.

### Antiguo municipio
Datos demográficos del municipio de Lasaosa desde 1842:
| 56            | -- | -- | -- | -- | -- | -- | -- | -- |
| (Fuente: INE) |    |    |    |    |    |    |    |    |

- Entre el censo de 1857 y el anterior, este municipio desaparece porque se integra en el municipio de Ordovés y Alavés.
- Datos referidos a la población de derecho, excepto en los censos de 1857 y 1860 que se refieren a la población de hecho.

## Patrimonio
- Abadía: denominada "Casa de los señores". Data del siglo XVI. Actualmente en ruinas. Destaca el dibujo en espiga o "espina de pez" que conforman las piedras de su muro exterior. Las habitaciones tenían un techo abovedado de cañón.
- Iglesia de Santiago Apóstol, de una nave y terminada en ábside semicircular. Declarada edificio de interés arquitectónico. Actualmente en ruinas. Su torreón del Este fue volado para evitar derrumbes.
- Horno de leña: edificio muy característico en el que se horneaba el pan y se realizaban asados. Consta de dos plantas, una inferior con el horno y una superior que servía para almacenar el grano (el cual se echaba por una resbaladera a la planta baja). Se encuentra en buen estado aunque necesitado de reparaciones.
- Herrería: edificio perteneciente al pueblo en el que se arreglaban los aperos, se forjaban herramientas, etc. Su contenido se encuentra transferido al Museo Ángel Orensanz y Artes del Serrablo.

## Fiestas
- Fiestas de la Virgen del Rosario día 7 de octubre (se celebra el primer domingo de octubre).